# Edipo re (Pizzetti)
Edipo re è un insieme di tre preludi sinfonici composti da Ildebrando Pizzetti e destinati ad essere eseguiti come musiche di scena per l'Edipo re di Sofocle.
I tre brani - talvolta indicati, probabilmente in maniera impropria, anche come intermezzi - furono eseguiti per la prima volta in concerto nel 1903. Vennero poi registrati su disco, a Milano, nel 1927, a cura di Casa Ricordi.
L'opera di Pizzetti, nell'evidente ed esplicito riferimento alla tragedia cui si ispira, prefigura in questo caso gli orientamenti futuri del compositore che, in questo senso, saranno negli anni seguenti sempre più marcati e caratterizzati in modo particolare da una musicalità che verrà considerata dai critici quanto mai trattenuta, quasi scabra.